# Acide hypofluoreux
L'acide hypofluoreux est un acide faible très instable de formule chimique HOF. C'est le seul oxoacide connu du fluor. Ses sels, inconnus pour l'instant sont les hypofluorites.
C'est le seul acide hypohalique qui a pu être isolé à l'état solide.
C'est un intermédiaire dans l'oxydation de l'eau par le difluor qui produit du fluorure d'hydrogène et du dioxygène. 

F2 + H2O → HOF + HF

Il se décompose d'ailleurs de façon explosive en fluorure d'hydrogène et dioxygène.
2HOF → 2HF + O2